# Balder Olrik
Balder Olrik (født 4. april 1966 i Virum) er en dansk billedkunstner, iværksætter og opfinder.
Søn af biolog Kirsten Olrik og opfinder Henrik Gerner Olrik samt storebror til gallerist Peter Amby. Balder Olrik er gift med Camilla Holck Olrik, datter af tegneren Poul Holck.
Balder Olrik blev optaget på kunstakademiet i 1982, 16 år gammel, som en af de yngste nogensinde og har en lang række udstillinger bag sig i ind- og udland. Han var idemand og medstifter af internetvirksomheden GoViral og opfinder af kompositionsappen ProChords.